# France's Concert Records
France's Concert Records was een onafhankelijk Frans blues- en jazz-platenlabel. Het werd opgericht door het, eveneens Franse, platenlabel Esoldun om muziek uit de archieven van het Institut National de l'Audiovisuel uit te brengen. De platen werden gedistribueerd door Wotre Music. Artiesten van wie (veelal live-)platen op dit label uitkwamen zijn onder meer John Coltrane, Thelonious Monk, Bill Evans, Charles Mingus, Chet Baker en Freddie King.